# フェラ島
フェラ島（フェラとう、Fera Island）は、ソロモン諸島イサベル州に属する島。ジュアカウ島、タシア島、カルオ島、スレイ島と共にブアラ湾を形成している。島内にはフェラ空港がある。
座標: 南緯8度06分26秒 東経159度35分42秒 / 南緯8.10722度 東経159.59500度